# Sint-Amanduskerk (Borchtlombeek)

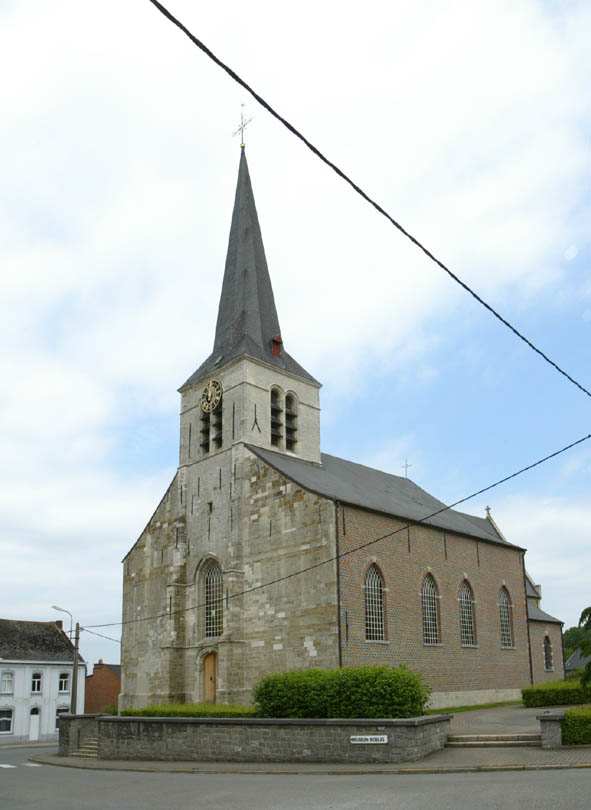
Sint-Amanduskerk

De Sint-Amanduskerk is de parochiekerk van de tot de Vlaams-Brabantse gemeente Roosdaal behorende plaats Borchtlombeek, gelegen aan het Kerkplein.

## Gebouw
Deze laatgotische kerk werd omstreeks 1600 gebouwd in zandsteen. De ingebouwde toren dateert van eind 16e eeuw terwijl begin 17e eeuw de klokkenverdieping werd gebouwd. Het middenschip is 17e-eeuws terwijl de zijbeuken in de 19e eeuw werden verbreed en verlengd, waardoor ook de toren werd ingebouwd. Het koor is recht afgesloten. De kerk wordt omringd door een kerkhof.

## Interieur
Er is een 17e-eeuws schilderij: Aanbidding der wijzen. Tegen de kerk aangebracht is een 17e-eeuws calvarie.
Het kerkmeubilair omvat een 17e-eeuws hoofdaltaar en 17e-eeuwse biechtstoelen. De koorlambrisering en het koorgestoelte zijn in Lodewijk XV-stijl en dateren uit het midden van de 18e eeuw. De preekstoel is uit het 3e kwart van de 18e eeuw.